# کابل تایمز
کابل تایمز (به انگلیسی: The Kabul Times) اولین روزنامهٔ انگلیسی زبان در افغانستان است که در سال ۱۹۶۲ در کابل شروع به نشر کرد. به دنبال هجوم نیروهای شوری سابق در سال ۱۹۷۸ به افغانستان، این روزنامه به نیو کابل تایمز تغییر نام داد. از سال ۲۰۰۲ به بعد این روزنامه دوباره شروع به فعالیت با نام قدیمی‌اش کرد.